# Grêmio de Esportes Maringá
Il Grêmio de Esportes Maringá, noto anche semplicemente come Grêmio Maringá, è una società calcistica brasiliana con sede nella città di Maringá, nello stato del Paraná.

## Storia
La squadra è stata fondata il 7 luglio 1961, ottenendo tre anni dopo il primo successo, vincendo il Campionato Paranaense 1963. La vittoria dette la possibilità al Grêmio di partecipare alla Taça Brasil 1964, venendo però eliminato nelle semifinali del Gruppo Sud dal Metropol.
Il Grêmio bissa il successo nel campionato statale l'anno seguente, ottenendo una nuova possibilità di giocare nel campionato nazionale brasiliano, la Taça Brasil 1965, da cui fu eliminato nella semifinale del Gruppo Sud dal Grêmio.
Nel 1977, dopo la vittoria del Campionato Paranaense, torna a giocare nel campionato nazionale brasiliano. Nella III Copa Brasil il Gremio dopo aver ottenuto il terzo posto nel Gruppo A, accede al secondo turno. Nel Gruppo K ottiene il quarto posto, non riuscendo ad accedere alla fase seguente.
Nel 1999 vince la sua prima Taça FPF, battendo in finale il Londrina.

## Strutture

### Stadio
Il Grêmio Maringá gioca nell'Estádio Regional Willie Davids, inaugurato nel 1971.

## Allenatori
- Nicanor (1985)
- Müller (2009)
- Müller (2014)

## Palmarès

### Competizioni statali
- Campionato Paranaense: 3

1963, 1964, 1977
- Campeonato Paranaense Segunda Divisão: 1

2001
- Campeonato Paranaense Terceira Divisão: 1

2022
- Taça FPF: 1

1999